# Thelairodes vittigerus
Thelairodes vittigerus är en tvåvingeart som först beskrevs av Jacques-Marie-Frangile Bigot 1889.  Thelairodes vittigerus ingår i släktet Thelairodes och familjen parasitflugor. Inga underarter finns listade i Catalogue of Life.